# Josefov – pevnost (evropsky významná lokalita)
Evropsky významná lokalita Josefov – pevnost se nachází v Josefově, části města Jaroměř. Chráněné území je tvořeno rozsáhlým systémem podzemních chodeb pod pevností Josefov. Předmětem ochrany je lokalita vrápence malého (Rhinolophus hipposideros). Těžištěm výskytu zimujících letounů jsou cihlami vyzděné chodby. Vrápenec se zde vyskytuje v počtech stovek jedinců. Rovněž zde byli nalezeni netopýři brvití (Myotis emarginatus), netopýři velcí (Myotis myotis), netopýři černí (Barbastella barbastellus), netopýři ušatí (Plecotus auritus), netopýři vodní (Myotis daubentoni) a netopýr dlouhouchý (Plecotus austriacus). EVL spravuje Krajský úřad Královéhradeckého kraje.